# Refugio de Rosas
Refugio de Rosas är en ort i Mexiko.   Den ligger i kommunen León och delstaten Guanajuato, i den centrala delen av landet, 300 km nordväst om huvudstaden Mexico City. Refugio de Rosas ligger 1 943 meter över havet och antalet invånare är 169.
Terrängen runt Refugio de Rosas är platt åt nordväst, men åt sydost är den kuperad. Runt Refugio de Rosas är det mycket tätbefolkat, med 1 313 invånare per kvadratkilometer. Närmaste större samhälle är León de los Aldama, 11,6 km öster om Refugio de Rosas. Trakten runt Refugio de Rosas består till största delen av jordbruksmark.